# Сан-Висенте (муниципалитет)
Муниципалитет Сан-Висенте  (исп. Partido de San Vicente) — муниципалитет в Аргентине в составе провинции Буэнос-Айрес.
Территория — 666 км². Население — 59478 человек. Плотность населения — 89,34 чел./км².
Административный центр — Сан-Висенте.

## География
Департамент расположен на северо-востоке провинции Буэнос-Айрес.
Департамент граничит:
- на северо-западе — c муниципалитетом Эсейса
- на севере — с муниципалитетом Пресиденте-Перон
- на северо-востоке — с муниципалитетом Флоренсио-Варела
- на востоке — с муниципалитетом Ла-Плата
- на юго-востоке — с муниципалитетом Брандсен
- на юге — с муниципалитетом Хенераль-Пас
- на западе — с муниципалитетом Каньюэлас

## Важнейшие населенные пункты[2]
| № | Населённый пункт | Населённый пункт (исп.) | Категория   | Население чел. (2010) | На карте                        |
| - | ---------------- | ----------------------- | ----------- | --------------------- | ------------------------------- |
| 1 | Сан-Висенте      | San Vicente             | агломерация | 58165                 | 35°01′30″ ю. ш. 58°25′23″ з. д. |
| 2 | Домселаар        | Domselaar               | поселок     | 1711 (2001)           | 35°04′19″ ю. ш. 58°17′24″ з. д. |

#### Агломерация Сан-Висенте
- входит в агломерацию Большой Буэнос-Айрес

| № | Населённый пункт | Населённый пункт (исп.) | Категория | Население чел. (2001) | На карте                        |
| - | ---------------- | ----------------------- | --------- | --------------------- | ------------------------------- |
| 1 | Сан-Висенте      | San Vicente             | город     | 19589                 | 35°01′30″ ю. ш. 58°25′23″ з. д. |
| 2 | Алехандро-Корн   | Alejandro Korn          | город     | 21407                 | 34°58′59″ ю. ш. 58°22′32″ з. д. |